# Reussdeltaturm
Der Reussdeltaturm befindet sich auf dem Reussdelta am Südende des Urnersees in der Gemeinde Seedorf im Kanton Uri.

## Situation
Der im Jahre 2011 aus Holz erstellte Turm ist 11,2 Meter hoch. 39 Treppenstufen führen zur Aussichtsplattform in 7 Meter Höhe.
Von der Plattform aus bietet sich eine Aussicht über den Urnersee bis zu den Urner Alpen.
Von Seedorf erreicht man den Turm in ca. 5 Minuten.

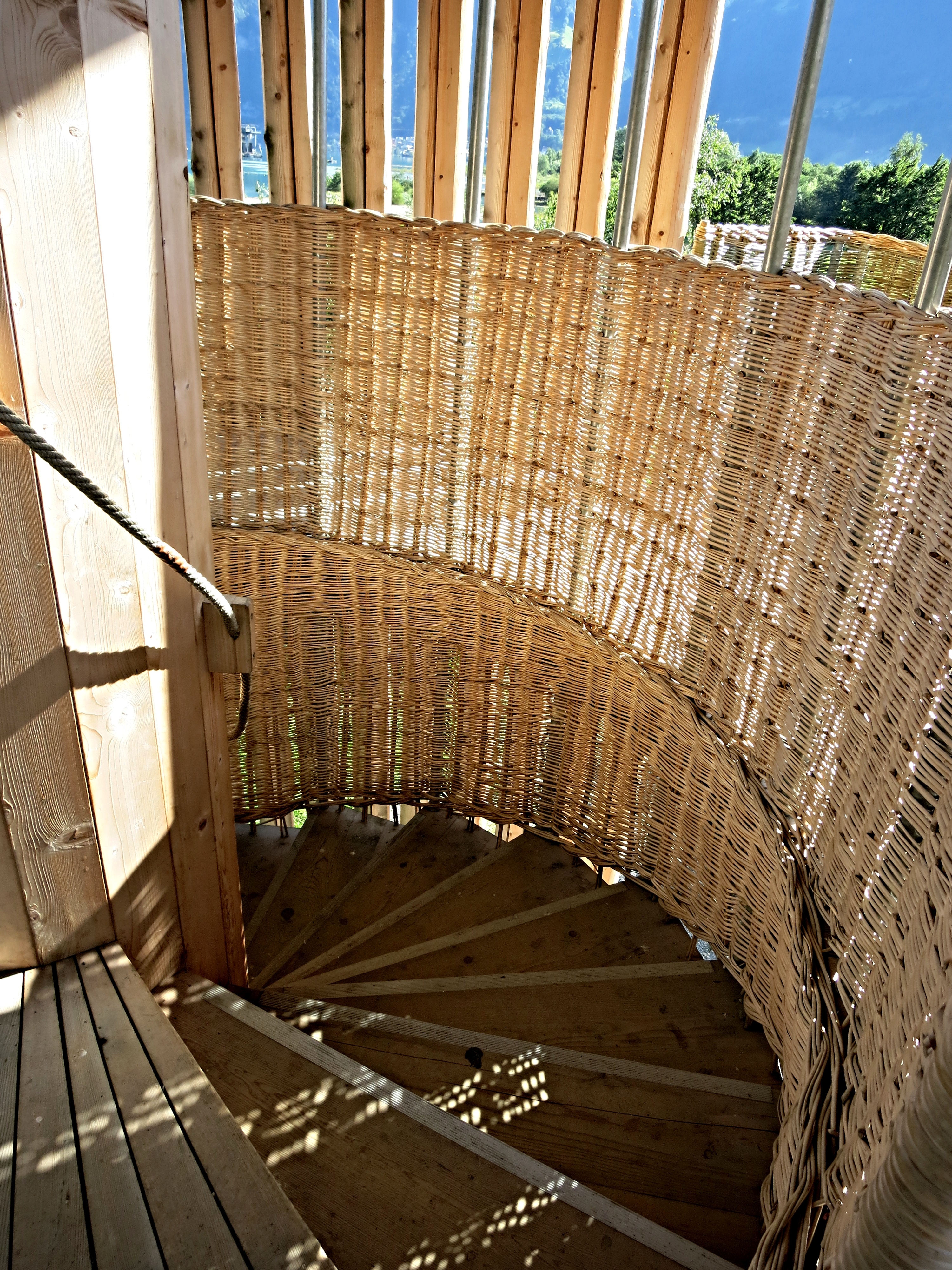
Treppen
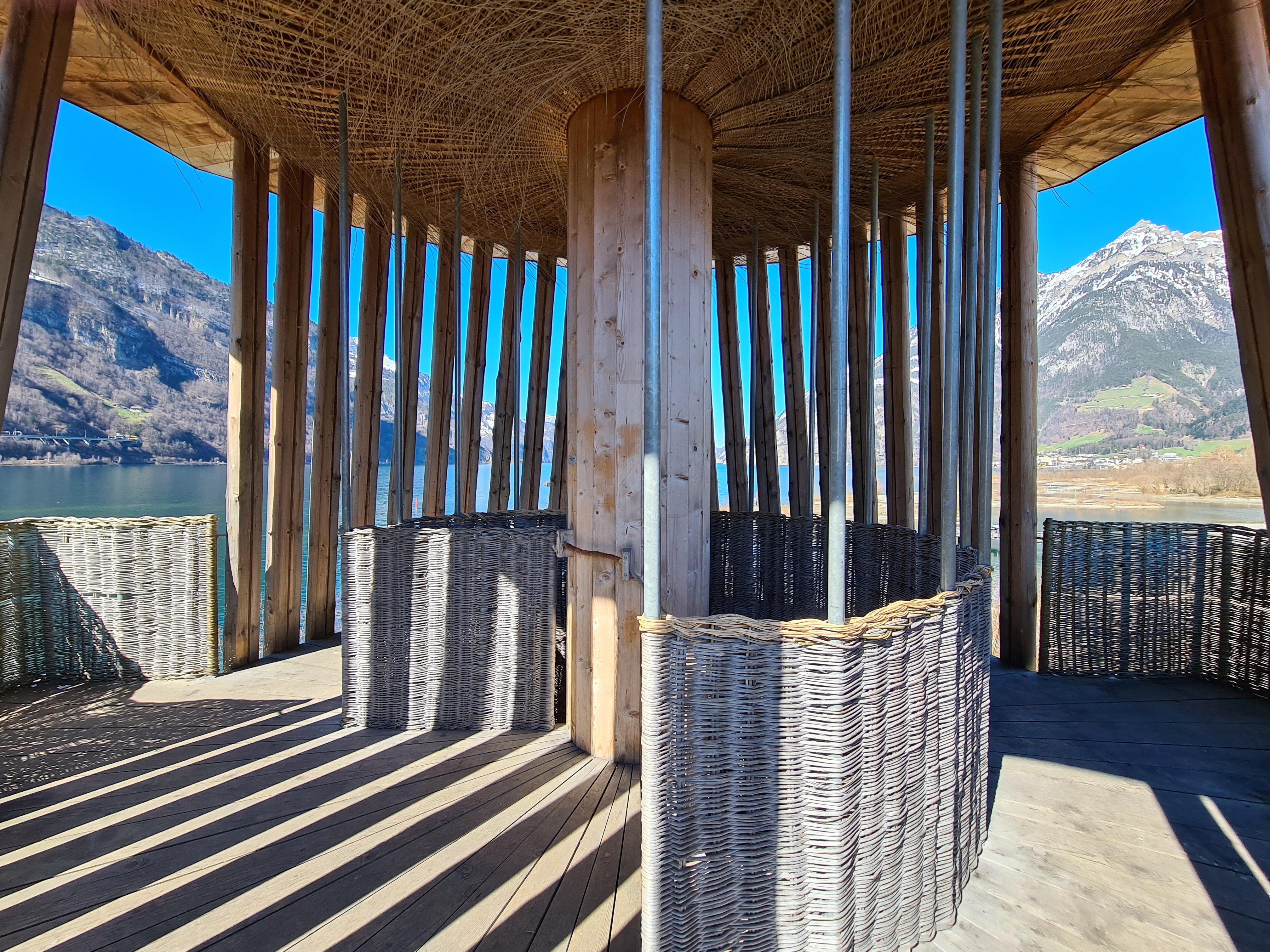
Aussichtsplattform